# Rinorea lindeniana
Rinorea lindeniana (Tul.) Kuntze – gatunek roślin z rodziny fiołkowatych (Violaceae). Występuje naturalnie w Panamie, Kolumbii, Wenezueli, Gujanie, Surinamie, Ekwadorze, Peru, Boliwii oraz Brazylii (w stanach Acre, Amazonas, Pará, Rondônia, Roraima i Mato Grosso). 

## Morfologia
PokrójZimozielone drzewo lub krzew. Dorasta do 4–8 m wysokości.
LiścieUlistnienie jest naprzeciwległe. Blaszka liściowa ma eliptyczny kształt, jest karbowana na brzegu, ma spiczasty lub ogoniasty wierzchołek.
KwiatyZebrane w pozorne gronach.
OwoceTorebki mierzące 15-40 mm średnicy. Nasiona mają kulisty kształt, są pokryte plamkami i złocistymi włoskami.

## Biologia i ekologia
Rośnie w wilgotny lesie równikowym. Występuje na wysokości do 700 m n.p.m.

## Zmienność
W obrębie tego gatunku wyróżniono jedną odmianę:
- R. lindeniana var. fernandeziana Hekking – występuje w Kostaryce, Panamie i Kolumbii[7]